# Arcadia (Pretoria)
Pour les articles homonymes, voir Arcadia.
Arcadia est le nom d'un quartier de la ville de Pretoria en Afrique du Sud.
Arcadia est un quartier résidentiel où se situent les Union Buildings, le Pretoria Art Museum, le stade loftus Versfeld, de nombreuses ambassades occidentales comme celle des États-Unis et des hôtels.

## Situation géographique

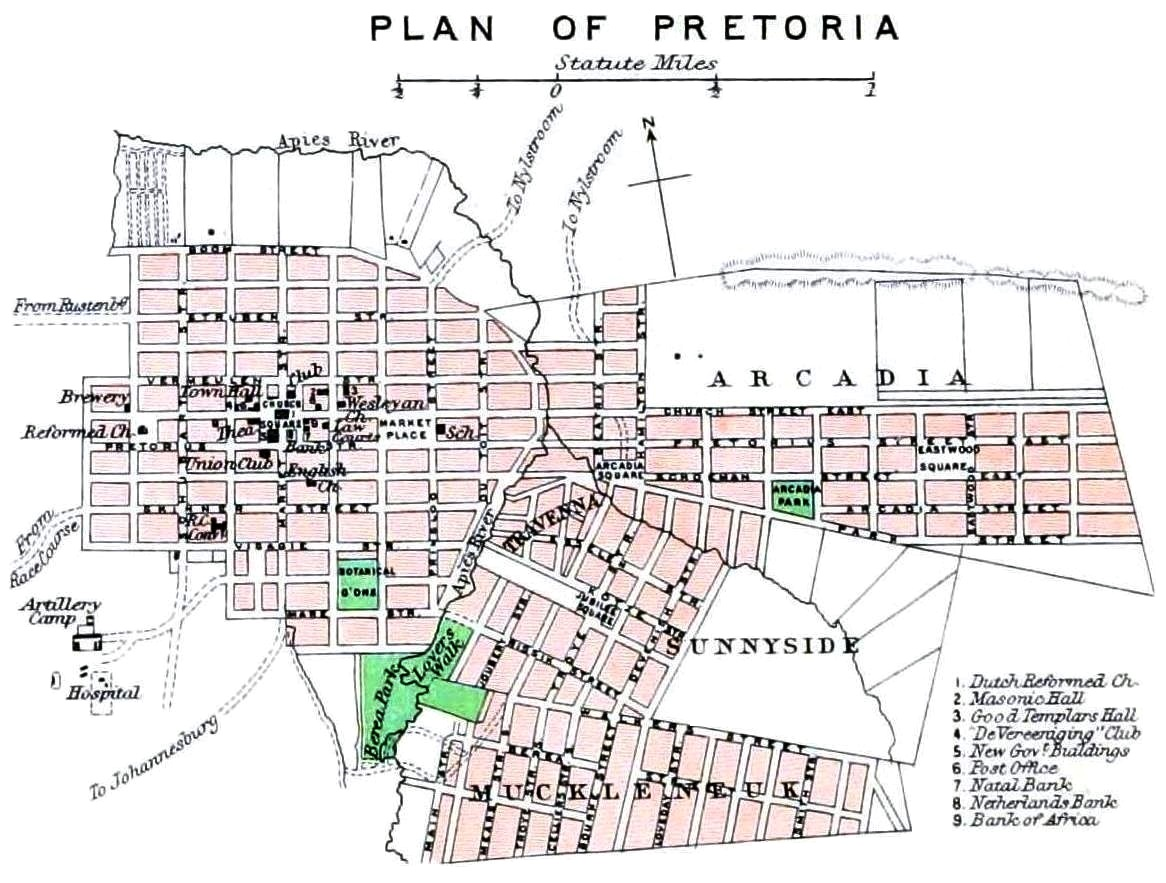
Plan de Pretoria et de ses faubourgs d'Arcadia, de Trevenna, de Sunnyside et de Muckleneuk en 1895

Arcadia est située à l'est du centre-ville (Pretoria Central), délimité à l'ouest par Du Toit Str, au nord ouest par belvedere Str., au nord-est par Church Street, à l'est par Hill Street et au sud par Park Street. Les artères principales sont Pretorius Street et Francis Baard Street. Outre Pretoria Central à l'est, le quartier est mitoyen de Sunnyside (sud), de Trevenna (sud-est), d'Eastwood (nord), de Bryntirion (nord) ou de Hatfield (sud-ouest).

## Démographie
Selon le recensement de 2001, Arcadia comprenait plus de 16 840 résidents, principalement issu de la communauté noire (50,60 %). Les Blancs représentaient 41,88 % des habitants tandis que les Coloureds et les indiens représentaient 6 % des résidents.
Les habitants étaient à 32,33 % de langue maternelle afrikaans, à 19,60 % de langue maternelle anglaise, à 10,37 % de langue maternelle Sepedi et à 9,82 % de langue maternelle Setswana.
Selon le recensement de 2011, le quartier compte plus de 23 400 résidents qui sont maintenant issus très majoritairement de la communauté noire (à 80,60 %) contre seulement 12 % de la communauté blanche. Les locuteurs afrikaans ne sont plus que 9,60 % des résidents derrière les 18,55 % de locuteurs anglophones, les 14,03 % de locuteurs sepedi et les 11,59 % de Setswana.

## Historique

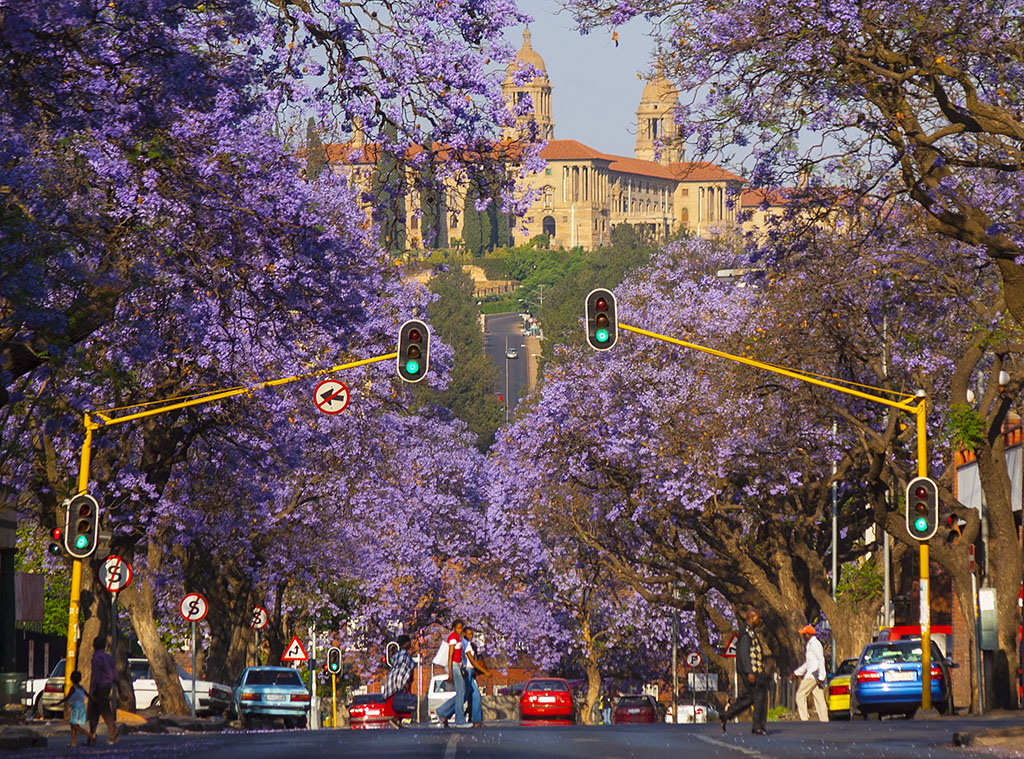
Rue de Pretoria dans le quartier d'Arcadia.

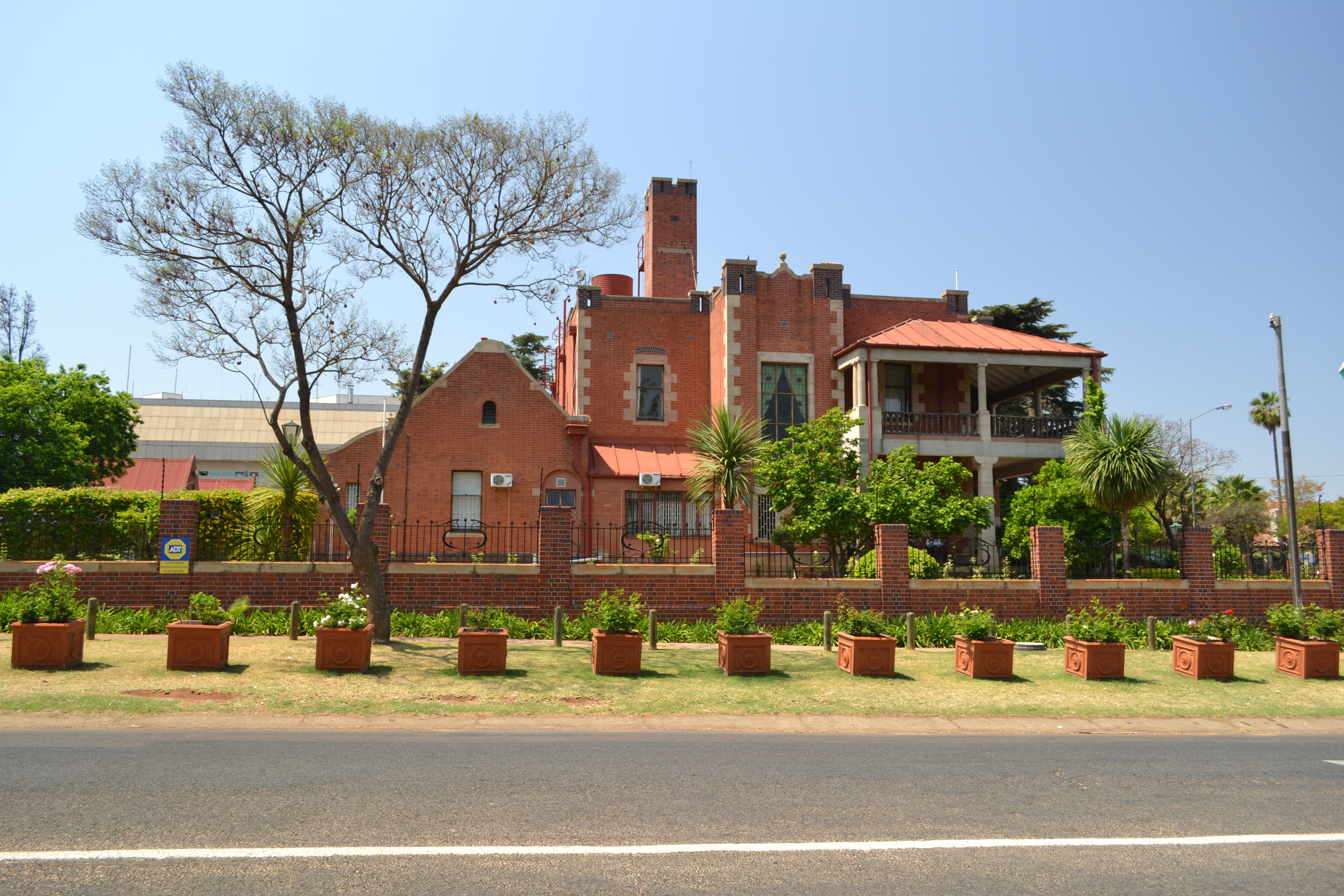
Arkleton, 852 Schoeman Street.

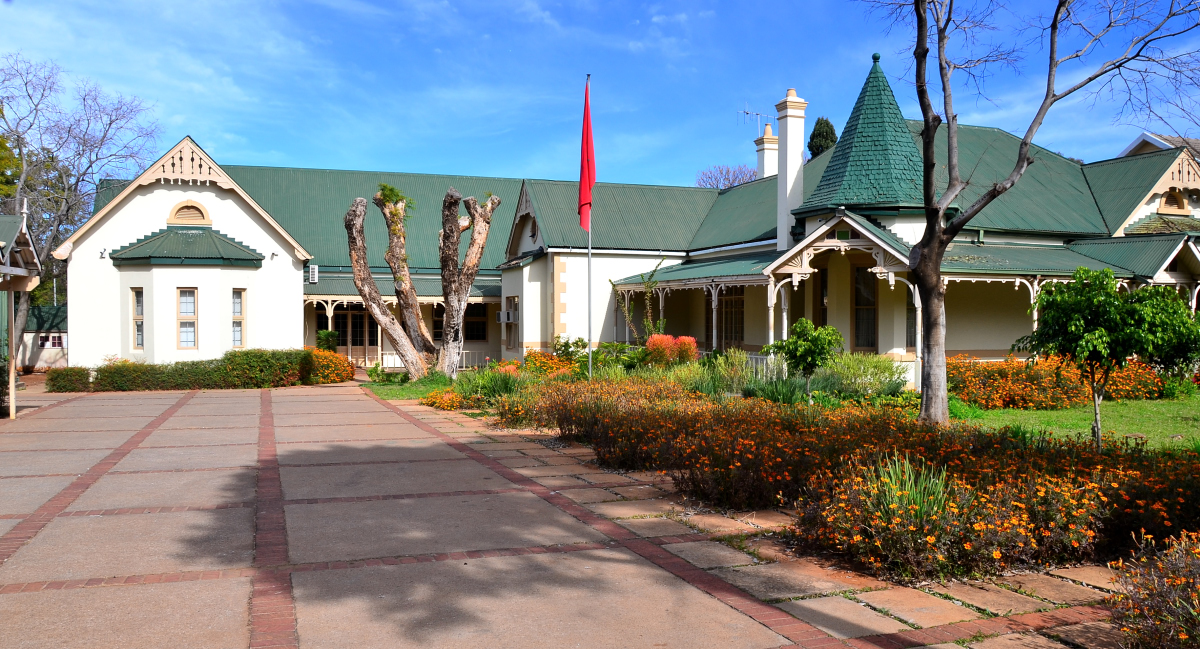
Leenhoff House, 799 Schoeman Street.

Arcadia est historiquement la plus ancienne banlieue de Pretoria et a été intégré à la capitale sud-africaine en 1889.
Le premier propriétaire foncier des lieux est Andries François du Toit, en outre, premier magistrat de Pretoria. Il vendit ses terres, dénommées Arcadia, à Stephanus Jacobus Meintjies.

## Politique
Le quartier d'Arcadia se situe sur trois circonscriptions électorales partagées politiquement entre l'Alliance démocratique (DA) et le Congrès national africain (ANC).
Lors des élections générales sud-africaines de 2014, dans la circonscription d'Arcadia Primary School (la plus à l'est), la DA a remporté 44,28 % des suffrages devant l'ANC (34,91 %), les Economic Freedom Fighters (10,88 %) et le front de la liberté (3,04 %). Dans la circonscription de l'église réformée d'Arcadia (centre du quartier), l'ANC a remporté 52,07 % des suffrages devant la DA (22,71 %), les Economic Freedom Fighters (16,13 %) et le front de la liberté (2,44 %). Dans la circonscription la plus à l'ouest, partagée avec Trevenna, l'ANC domine nettement ses rivaux avec 60,3 % des suffrages.

## Site touristique
Les voies principales du quartier sont Church Street et Park Street.
Hormis les Unions Buildings et le parc Louis Botha où se situe une statue équestre emblématique du premier ministre sud-africain, les principaux sites sont le Pretoria Art Museum (Schoeman Street et Park Street), le Loftus Versfeld Stadium (sud de Park Street) et l'ancien Gerard Moerdyk Restaurant (Park Str.), d'architecture coloniale.

## Éducation
Une antenne du lycée français Jules Verne de Johannesburg se situe dans le quartier d'Arcadia et accueille des enfants de la maternelle au CM2.